# 秋元喬房
秋元 喬房（あきもと たかふさ）は、武蔵川越藩の第2代藩主。

## 生涯
天和3年（1683年）、初代藩主秋元喬知の次男として生まれる。元禄10年（1697年）12月18日に従五位下・伊賀守に叙位・任官する。元禄12年（1699年）12月6日に詰衆に任じられる。正徳4年（1714年）、父の死去により家督を継ぐ。
享保8年（1723年）9月18日に奏者番に任じられる。享保10年（1725年）12月7日に但馬守に遷任する。元文3年（1738年）9月5日に死去した。享年56。跡を婿養子の喬求が継いだ。

## 系譜
父母
- 秋元喬知（父）
- 秋元忠朝の娘（母）

正室
- 奥平昌章の娘

子女
- 秋元喬求正室

養子
- 秋元喬求 - 戸田忠余の長男